# Liste der denkmalgeschützten Objekte in Hradešice
Grundlage dieser Liste der denkmalgeschützten Objekte in Hradešice ist die ÚSKP-Liste (Ústřední seznam kulturních památek České republiky, deutsch Zentrale Liste der Kulturdenkmäler der Tschechischen Republik), die von der tschechischen Denkmalschutzbehörde NPÚ (Národní památkový ústav, deutsch Nationale Denkmalbehörde) seit 1987 geführt wird und an die seit dem Jahr 1850 geschaffenen Listen anschließt.

## Denkmalgeschützte Objekte nach Ortsteilen

### Hradešice
| Lage                                                    | Objekt                        | Beschreibung | ÚSKP-Nr.                  | Bild           |
| ------------------------------------------------------- | ----------------------------- | --- | ------------------------- | -------------- |
| Hradešice, bei der Grab-Kapelle St. Antonius (Standort) | Sühnekreuz                    | Ein Steinkreuz, das aus einem herzförmigen Sockel herauswächst und sich bei der Grabkapelle der Familie Taaffe befindet. Aus der ersten Hälfte des 19. Jahrhunderts.                                      | 35077/4-3152 Info Katalog | BW             |
| Hradešice, Hradešice, bei Nr. 46 (Standort)             | Kapelle des heiligen Antonius | Ehemalige Wallfahrtskapelle aus dem 18. Jahrhundert. | 105143 Info Katalog       | BW             |
| Hradešice, Hradešice Nr. 47, če. 3 (Standort)           | Gehöft Nr. 47, Nr. 3          | Landhaus: Wohnhaus, Stallungen, Umfassungsmauer, Scheune. | 15276/4-2971 Info Katalog | BW             |
| Hradešice (Standort)                                    | Kirche der Verklärung         | Einschiffige Kirche romanischen oder frühgotischen Ursprungs, wahrscheinlich aus dem 13. Jahrhundert. Fragmente gotischer Gemälde. Die Kirche wurde im Barockstil und im späten 19. Jahrhundert umgebaut. | 17900/4-2970 Info Katalog | weitere Bilder |

### Černíč
| Lage                         | Objekt        | Beschreibung                                                                            | ÚSKP-Nr.                  | Bild           |
| ---------------------------- | ------------- | --------------------------------------------------------------------------------------- | ------------------------- | -------------- |
| Černíč, Dorfplatz (Standort) | Kapelle       | Sakralbau aus der ersten Hälfte des 19. Jahrhunderts, der der barocken Tradition folgt. | 100273 Info Katalog       | weitere Bilder |
| Černíč, Černíč 10 (Standort) | Gehöft Nr. 10 | Landgut, Ende des 19. Jahrhunderts.                                                     | 16178/4-3984 Info Katalog | BW             |